# Cmentarz przykościelny w Motwicy
Cmentarz przykościelny w Motwicy – nieczynna nekropolia w Motwicy, w sąsiedztwie parafialnego kościoła (dawnej cerkwi). Przeznaczony był początkowo dla ludności unickiej, chowano na nim również wyznawców katolicyzmu w obrządku łacińskim.
Cmentarz został założony w II połowie XVII w. na potrzeby miejscowej parafii unickiej, w niewielkiej odległości od parafialnej cerkwi. Zajmował teren nieregularnego, otoczonego ceglanym murem sześcioboku. Na terenie nekropolii przetrwał jedyny nagrobek Feliksa Moczulskiego, zmarłego w 1851 właściciela Motwicy.